# Ток-Булек
Ток-Буле́к (укр. Ток-Булек, крымскотат. Toq Bölek, Токъ Болек) — исчезнувшее село в Джанкойском районе Республики Крым, располагавшееся на востоке района, в степной части Крыма, примерно в 1—2 км к северу от современного села Советское.

## История
Первое документальное упоминание села встречается в Камеральном Описании Крыма… 1784 года, судя по которому, в последний период Крымского ханства Ток Белек входил в Насывский кадылык Карасубазарского каймаканства. После присоединения Крыма к России (8) 19 апреля 1783 года, (8) 19 февраля 1784 года, именным указом Екатерины II сенату, на территории бывшего Крымского ханства была образована Таврическая область и деревня была приписана к Перекопскому уезду. После Павловских реформ, с 1796 по 1802 год, входила в Перекопский уезд Новороссийской губернии. По новому административному делению, после создания 8 (20) октября 1802 года Таврической губернии, Ток-Булек был включён в состав Таганашминской волости Перекопского уезда.
По Ведомости о всех селениях в Перекопском уезде состоящих с показанием в которой волости сколько числом дворов и душ… от 21 октября 1805 года в деревне Ток-Болек числилось 19 дворов, 82 крымских татарина и 1 ясыр. На военно-топографической карте генерал-майора Мухина 1817 года деревня Топбилек обозначена с 25 дворами. После реформы волостного деления 1829 года Токбулек, согласно «Ведомости о казённых волостях Таврической губернии 1829 года», передали в состав Башкирицкой волости (переименованной из Таганашминской). На карте 1842 года Ток-Булек обозначен с 27 дворами.
В 1860-х годах, после земской реформы Александра II, деревню включили в состав Владиславской волости того же уезда. В «Списке населённых мест Таврической губернии по сведениям 1864 года», составленном по результатам VIII ревизии 1864 года, Ток-Булек — владельческая татарская деревня, с 8 дворами и 24 жителями при колодцах. По обследованиям профессора А. Н. Козловского начала 1860-х годов, в селении вода в колодцах глубиной от 1,5—3 до 5 саженей (от 2 до 10 м) была частью солоноватая, а частью солёная. На трехверстовой карте Шуберта 1865—1876 года в деревне Ток-Булек отмечены 7 дворов. Согласно «Памятной книжке Таврической губернии за 1867 год», деревня Токбулек была покинута жителями, в результате эмиграции крымских татар, особенно массовой после Крымской войны 1853—1856 годов, в Турцию и оставалась в развалинах. В дальнейшем в доступных источниках не встречается.